# Intelsat 33e
Intelsat 33e, cunoscut și ca IS-33e, a fost un satelit de comunicații geostaționar de mare capacitate operat de Intelsat și proiectat și fabricat de Boeing Space Systems pentru magistrala de satelit BSS 702MP. A fost al doilea satelit al serviciului Epic NG și a acoperit Europa, Africa și cea mai mare parte a Asiei de la 60° longitudine estică, unde a înlocuit Intelsat 904.
La sfârșitul zilei de 19 octombrie 2024, US Space Command a raportat că satelitul s-a rupt în aproximativ 20 de bucăți la aproximativ 04:30 UTC în acea dimineață.
Cel puțin 57 de bucăți de resturi spațiale asociate evenimentului au fost detectate de atunci. Intelsat a declarat satelitul o pierdere totală la 21 octombrie 2024. A avut o defecțiune anterioară în 2016.
Predecesorul satelitului, Intelsat 29e, a suferit, de asemenea, o defecțiune prematură și a devenit inoperabil după doar trei ani de funcționare.